# Bahaba chinois
Bahaba taipingensis
Espèce
Statut de conservation UICN

 CR A2bd : 
En danger critique
Le bahaba chinois (Bahaba taipingensis) est une espèce de poissons de la famille des Sciaenidés originaire de Chine, à Hong Kong et à Macao. Il fait partie de la liste des 100 espèces les plus menacées au monde établie par l'UICN en 2012.

## Distribution et habitat
Ses habitats naturels sont les mers ouvertes, des mers peu profondes, les herbiers aquatiques, les côtes rocheuses et les eaux estuariennes.

## Description
C’est un gros poisson, atteignant des longueurs allant jusqu’à 2 m et un poids de 100 kg.

## Comportement
Le bahaba chinois est un poisson bentopélique qui se nourrit principalement de crustacés tels que les crevettes et les crabes.

## Menace et protection
Il est menacé par la surpêche et a été considéré comme en danger d'extinction et / ou commercialement éteint. La pêche est motivée par l'importante valeur monétaire de la vessie natatoire de ce poisson. Sur certains marchés, notamment sur les marchés chinois, une belle vessie natatoire peut se vendre plus que son poids en or. Ses nageoires auraient certaines propriétés curatives très recherchées. La perte de son habitat naturel a également été mis en cause, même si cela n'a pas encore été prouvé.